# 地胆草属
地胆草属（学名：Elephantopus）是菊科下的一个属，为草本植物。该属共有32种，分布于热带地区。

## 物种
本属包括以下物种：
- 地胆草 Elephantopus scaber
- 白花地胆草 Elephantopus tomentosus